# Come Back to Me (песня RM)
«Come Back to Me» — песня южнокорейского рэпера RM из группы BTS, выпущенная с его второго студийного альбома Right Place, Wrong Person. Сингл вышел 10 мая 2024 года под лейблом Big Hit Music. Клип на песню, снятый режиссёром Ли Сон Джином, был опубликован одновременно с релизом сингла.

## Список треков
- Цифровая загрузка / стриминг

1. «Come Back to Me» — 6:28
2. «Come Back to Me» (radio edit) — 4:13

## Чарты
| Чарты (2024)                            | Наивысшая позиция |
| --------------------------------------- | ----------------- |
| Канада Digital Song Sales (Billboard)   | 7                 |
| Мир (Billboard Global 200)              | 24                |
| Япония Download (Billboard Japan)       | 18                |
| Япония Digital Singles (Oricon)         | 16                |
| Индия India International Singles (IMI) | 1                 |
| Нидерланды (Global Top 40)              | 31                |
| Новая Зеландия Hot Singles (RMNZ)       | 11                |
| Сингапур Regional (RIAS)                | 20                |
| Республика Корея (Circle)               | 81                |
| Великобритания (OCC UK Singles)         | 80                |
| США (Billboard Bubbling Under Hot 100)  | 3                 |
| США (Billboard Digital Song Sales)      | 3                 |